# Внешняя политика Камбоджи
Если характеризовать в целом, то во внешней политике Камбоджа придерживается нейтралитета и политики балансирования между различными крупными мировыми силами, такими как Россия, США и Китай. Правительство пытается выстроить дружеские отношения со всеми государствами.

## Двухсторонние отношения

### Россия
Отношения России и Камбоджи базируются на Совместной декларации об основах дружественных отношений, подписанной в 1995 году. Сейчас осуществляется диалог не только между внешнеполитическими ведомствами двух стран, но и контакты по парламентской линии. Стоит отметить, что в последние годы замечен рост товарооборота. Так за январь–ноябрь 2016 года он составил 130,4 млн. долл. США. по сравнению с аналогичным периодом 2015 года рост составил 30,6%.

### США
Ввиду того, что во второй половине XX века к власти в Камбодже пришли левые силы, отношения с США были на недружелюбном, если не сказать на враждебном, уровне.
Экономика Камбоджи до сих пор страдает от последствий десятилетий войны и внутренних беспорядков. Экономика этой страны сильно зависит от доллара США. После того, как у США нормализовались экономические отношения с этой страной в 1992 году, они стали крупнейшим импортёром товаров из Камбоджи (в основном продукции швейной промышленности).

### Таиланд
Отношения Пномпеня с Таиландом осложнены пограничными конфликтами, которые периодически вспыхивают на спорных территориях. Столкновения, в основном, происходили из-за спора о принадлежности храмового комплекса Прэахвихеа. Пик противостояния пришёлся на период с 2008 по 2011 года, когда в пограничных стычках погибло 38 человек и около 100 получили ранения.

### Малайзия
В 2011 году товарооборот с Малайзией составил сумму в 319 500 000 долларов США, и Малайзия была признана одним из крупнейших инвесторов в экономику Камбоджи. В 2013 году в Малайзии побывало 64 534 камбоджийцев, в то время как Камбоджу посетило 54 000 малайзийцев.

### Сербия
Камбоджа поддерживает позицию сербских властей по Косово и стоит на принципе территориальной целостности Сербии.

### Израиль
Большие группы камбоджийских студентов в настоящее время изучают в Израиле сельскохозяйственные науки. Израильско-камбоджийская торговая палата была основана в 2010 году. В начале сентября 2017 года Израиль и Камбоджа подписали протокол о намерениях по введению прямого авиасообщения между двумя странами. Подписание документа стало следствием проводимой камбоджийскими властями политики открытого неба, а также увеличением туристического потока в эту страну из Израиля до 7 900 человек (увеличение на 36 %) в первом полугодии 2017 года по сравнению с тем же периодом 2016 года. Развивается сотрудничество и в военной сфере. В 2017 году израильское правительство и Центр подписали четырёхмесячный контракт, в рамках которого в страну прибудут уже 23 сотрудника центра и 12 поисковых собак для работы в полномасштабном проекте по разминированию старых минных полей (в основном на Голанских высотах, в Иудее и Самарии и в пустыне Арава).

### Вьетнам
В связи с вооружённым конфликтом 1977—1991 гг. обострились территориальные споры между Вьетнамом и Камбоджей. В 1985 года был подписан договор о разграничении национальных границ, который камбоджийская сторона подписала под давлением со стороны Ханоя. Долгие годы Камбоджа пыталась оспорить документ. В 2005 году Вьетнам и Камбоджа подписали дополнительное соглашение к договору от 1985 года. В 2011 году правительство Камбоджи объявило, что ускоряет процесс демаркации границы с Вьетнамом. 24 июня 2012 года Нгуен Тан Зунг и Хун Сен лично участвовали в демаркации последнего участка общей границы и подтвердили намерения о сотрудничестве и дружбе двух стран.